# Microrregión de Assaí
La microrregión de Assaí es una de las microrregiones del estado brasileño del Paraná perteneciente a la Mesorregión del Norte Pionero Paranaense. Su población fue estimada en 2008 por el IBGE en 72.343 habitantes y está dividida en ocho municipios. Posee un área total de 2.238,696 km².

## Municipios
- Assaí
- Jataizinho
- Nova Santa Bárbara
- Rancho Alegre
- Santa Cecília do Pavão
- São Jerônimo da Serra
- São Sebastião da Amoreira
- Uraí

- Datos: Q2064950